# 徐春阳
徐春阳（1925年—2014年7月7日），山西晋城人，中国人民解放军将领、中国人民解放军中将。
1938年，参加八路军，后参加历次战役，包括孟良崮战役、淮海战役等。1988年，授予中国人民解放军中将，曾任济南军区政治部主任、济南军区纪委书记。2014年7月去世。